# Grzegorz Tomasiewicz
Grzegorz Tomasiewicz (Jaworzno, 5 maggio 1996) è un calciatore polacco, centrocampista del Piast Gliwice.

## Caratteristiche tecniche
È un centrocampista difensivo.

## Carriera
Cresciuto nel settore giovanile del Legia Varsavia, nel febbraio 2015 passa a titolo definitivo all'Arka Gdynia con cui debutta fra i professionisti il 9 maggio, contro il Bytovia Bytów. Nel 2016 viene ceduto in prestito al Pogoń Siedlce con cui gioca due stagioni da titolare in seconda divisione realizzando 10 reti in 68 presenze.
Nel 2018 si trasferisce allo Stal Mielec con cui vince il campionato di seconda divisione nel 2020, approdando quindi in Ekstraklasa; il 23 agosto seguente debutta nella massima divisione polacca giocando l'incontro pareggiato 1-1 contro il Wisła Płock.

## Statistiche
Statistiche aggiornate al 24 aprile 2021.

### Presenze e reti nei club
| Stagione        | Squadra         | Campionato      | Campionato | Campionato | Coppe nazionali | Coppe nazionali | Coppe nazionali | Coppe continentali | Coppe continentali | Coppe continentali | Altre coppe | Altre coppe | Altre coppe | Totale | Totale | Totale |
| Stagione        | Squadra         | Comp            | Pres       | Reti       | Comp            | Pres            | Reti            | Comp               | Pres               | Reti               | Comp        | Pres        | Reti        | Pres   | Reti   |        |
| --------------- | --------------- | --------------- | ---------- | ---------- | --------------- | --------------- | --------------- | ------------------ | ------------------ | ------------------ | ----------- | ----------- | ----------- | ------ | ------ | ------ |
| feb.-giu. 2015  | Arka Gdynia     | 1L              | 3          | 0          | CP              | 0               | 0               |                    | -                  | -                  |             | -           | -           | 3      | 0      |        |
| 2015-2016       | Arka Gdynia     | 1L              | 15         | 1          | CP              | 1               | 0               |                    | -                  | -                  |             | -           | -           | 16     | 1      |        |
| 2016-2017       | Pogoń Siedlce   | 1L              | 33         | 4          | CP              | 1               | 1               |                    | -                  | -                  |             | -           | -           | 34     | 5      |        |
| 2017-2018       | Pogoń Siedlce   | 1L              | 33+2       | 6+0        | CP              | 1               | 1               |                    | -                  | -                  |             | -           | -           | 36     | 7      |        |
| 2018-2019       | Stal Mielec     | 1L              | 32         | 5          | CP              | 1               | 0               |                    | -                  | -                  |             | -           | -           | 33     | 5      |        |
| 2019-2020       | Stal Mielec     | 1L              | 34         | 3          | CP              | 4               | 0               |                    | -                  | -                  |             | -           | -           | 38     | 3      |        |
| 2020-2021       | Stal Mielec     | EK              | 25         | 3          | CP              | 1               | 0               |                    | -                  | -                  |             | -           | -           | 26     | 3      |        |
| Totale carriera | Totale carriera | Totale carriera | 175        | 22         |                 | 9               | 2               |                    | -                  | -                  |             | -           | -           | 184    | 24     |        |

## Palmarès

### Competizioni nazionali
- Campionato polacco di seconda divisione: 2

Arka Gdynia: 2015-2016
Stal Mielec: 2019-2020